# 円通寺 (倉敷市)
円通寺（えんつうじ）は、岡山県倉敷市西部の玉島にある曹洞宗の寺院。山号は補陀落山。本尊は聖観音菩薩。中国三十三観音霊場7番札所、山陽花の寺二十四か寺17番札所、備中国浅口三十三観音霊場一番札所、百八観音霊場第九番札所。
御詠歌：ひび一に まるいこころは えんつうじ みちびきたまえ ひとりゆくみち

## 歴史
この寺の創建年代等については不詳であるが、奈良時代の僧行基によって開かれたと伝えられる。江戸時代に入り元禄11年（1698年）に徳翁良高禅師によって再興されて円通庵と号した。正徳年間（1711年～1716年）現在の寺号となった。江戸時代後期には歌人としても知られる僧良寛（1758年 - 1831年）がこの寺で12年ほど修行している。

## 文化財
- 岡山県指定史跡
  - 円通寺境内
- 岡山県指定名勝
  - 円通寺公園 - 公園内にある「童と良寛」像は平田郷陽原作（オリジナルは熊本県立美術館蔵）
- 倉敷市指定文化財
  - 青銅露座地蔵菩薩坐像

## 所在地
- 岡山県倉敷市玉島柏島451

## アクセス
- JR新倉敷駅からバス「玉島中央町バス停」徒歩10分

## 隣の札所
中国三十三観音霊場
6 蓮台寺 -- 7 円通寺 -- 8 明王院
山陽花の寺二十四か寺
16 餘慶寺 -- 17 円通寺 -- 18 明王院